# Darktown Jazzband
Die Darktown Jazzband ist eine von Stuttgart aus operierende Jazzband, die seit 1958 existiert und sich zunächst dem Hot Jazz widmete. Derzeit als New Darktown Jazzband unterwegs, hat die Formation das musikalische Spektrum bis zum Modern Jazz erweitert. Mittlerweile firmiert eine dänische Band unter Leitung des Banjospielers Kurt Poulsen als The Darktown Jazzband. In den frühen 1960er Jahren war auch eine niederländische Band gleichen Namens unter Leitung von Henk van Dijk aktiv.

## Geschichte
Werner Lener gründete die Band mit Rolf Quasthoff, Walter Ehret, Dieter Riempp, Hans A. Luipold, Ludwig Stimmler und Gerhard Ziegler. 1960 besetzte Lener die von ihm geleitete Band um; nun spielte Wolfgang Trattner an der Stelle von Quasthoff, Charly Höllering statt Ehret und Elmar Wippler statt Ziegler. Die Band trat zwischen 1962 und 1966 mehrfach erfolgreich beim Amateur-Jazz-Festival in Düsseldorf auf (erste Preise), zudem zwischen 1964 und 1966 beim Jazz Festival Zürich und dem in Wien.
1974 entstand die erste LP der Gruppe. Auf Einladung des Goethe-Instituts spielte die Band im selben Jahr in Jordanien. Im Folgejahr entstand die zweite LP der Darktown Jazzband mit den Gastsolisten Fatty George, Oscar Klein, Charly Antolini, Jimmy McPartland und Dick Cary. 1976 und 1977 war die Band zweimal auf Tournee in Ägypten auf Einladung des Goethe-Instituts.
1980 wurde die Darktown Jazzband neu besetzt; mit Klaus Osterloh und Joe Gallardo spielten nun Profimusiker mit den Amateuren Lener, Höllering, Stimmler und Wippler. Es folgte eine Konzertaufzeichnung der Band beim Süddeutschen Rundfunk. Weiterhin spielte die Band auf dem Landespresseball in Mainz.
1984 wurden Teile eines Auftritts der Darktown Jazzband mit Lars Erstrand in der Stuttgarter Schleyerhalle mitgeschnitten. Auftritte beim Jazzfestival Villingen VS swingt (1986) und dem Jazzfestival Swinging Hannover 1988 sowie in der Stuttgarter Liederhalle und auf Jazz-Kreuzfahrten im Mittelmeer schlossen sich bis 1989 an.
1998 gründete Lener die Band als New Darktown Jazz Band neu (Konzertmitschnitt im Hauptbahnhof Stuttgart); 1999 trat die Band beim Jazzfestival Rust (Fernsehmitschnitt) und auf Einladung der Deutschen Botschaft in Thailand auf. 2002 spielte die Gruppe auf einer Jazzkreuzfahrt auf der Donau, 2004 auf der Elbe. Die aktuelle Besetzung mit breit ausgebildeten Musikern ermöglicht der Band eine sehr große musikalische Bandbreite, vom Ragtime und Boogie Woogie über Blues, Dixieland, Swing und Mainstream Jazz bis hin zu Bebop und Latin Jazz.

## Diskographie
- Darktown Jazz (1974)
- Darktown Jazzband Featuring Fatty George, Oscar Klein, Jimmy Mc Partland, Dick Cary, Charly Antolini (1975)
- Pretty Little Missie (1980)
- Mood Indigo (1981)
- New Darktown Jazz Band: Live (2002)
- New Darktown Jazz Band: Happy With Music (2008)